# Alberico Fraga
Alberico Pereira Fraga (Muritiba, 29 de março de 1904 — Salvador, 27 de dezembro de 1989) foi um político brasileiro. Exerceu o mandato de deputado estadual entre 1935 e 1937 e federal constituinte pela Bahia entre 1946 e 1957, quando renunciou para atuar como Secretário do Interior e Justiça da Bahia, durante a gestão do governador baiano Otávio Mangabeira. Em 1961 toma posse como reitor da Universidade Federal da Bahia, cargo que exerce até 1964.